# Rasa de la Font
La Rasa de la Font és un torrent afluent per l'esquerra del Riu Fred que fa tot el seu curs pel terme municipal d'Odèn.Amb direcció preponderant cap al sud, neix a la Serra de Cirera al sud del Corral del Roca Tant els darrers 254 m. del seu curs com els terrenys circumdants que estan per sota de la cota dels 900 msnm, formen part del PEIN Ribera Salada
La seva xarxa hidrogràfica, que també transcorre íntegrament pel terme d'Odèn, està constituïda per cinc cursos fluvials la longitud total dels quals suma 1.978 m.